# Johann Nepomuk von Mittrowsky

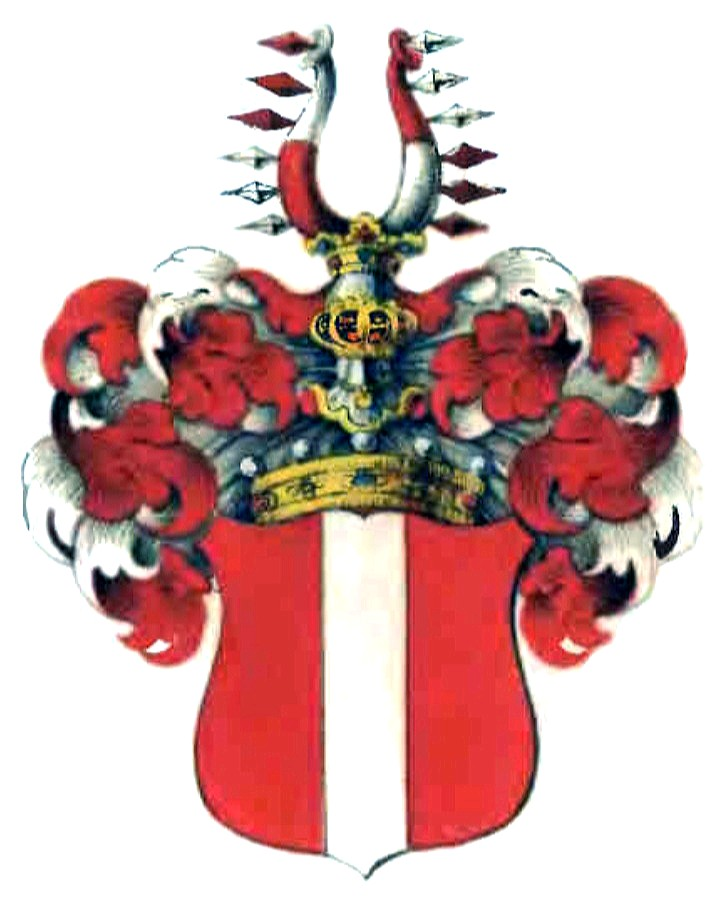
Freiherrliches Wappen

Johann Nepomuk Freiherr von Mittrowsky und Nemischl (* 1704; † 3. Juni 1760) war ein österreichischer Mineraloge und Chemiker. Er war Bergwerksdirektor, Oberst-Kammergraf und Wirklicher Geheimrat.

## Leben
Er stammte aus dem alten und einflussreichen böhmischen Adelsgeschlecht Mittrowsky. Seine Eltern waren der Troppauer Landeshauptmann Ernst Mathias von Mittrowsky (1676–1748) und dessen erste Ehefrau Helena, geborene Sobková z Kornice. Johann Baptist von Mittrowsky war sein Halbbruder.
Johann Nepomuk von Mittrowsky wurde niederungarischer Oberst-Kammergraf. 1738 betraute ihn die Hofkammer mit der Untersuchung der Silberbergwerke in Iglau, die er wieder in Betrieb nahm. 1747 erfolgte seine Ernennung zum Oberbergwerksdirektor in Mähren und einige Monate später zum Amtsadministrator und Oberstmünzmeister in Böhmen. Nachdem er die Würde eines Geheimrates erhalten hatte, wurde er zum Assessor der Böhmischen Kammer ernannt, welchen Posten er bis zu seinem Tode innehatte.

## Familie
Johann Nepomuk von Mittrowsky heiratete Maria Casimira Freiin von Blankowsky. Seine Kinder waren:
- Joseph Anton Franz (1733–1808), Generalfeldzeugmeister ⚭ Karolina Gräfin Koháry († 1801)
- Anton Ernst (1735–1813), k. k. Kämmerer und Generalmajor
- Maria Anna († 29. März 1799) ⚭ Friedrich Graf Desfours († 4. Januar 1814), Generalmajor[2]
- Carl  (1738–1816), k. k. Kämmerer, Oberstkammergraf ⚭ NN
- Andreas Franz (* 14. Oktober 1745)